# بونگبونگ مارکوس
فردیناند رومالدز مارکوس جونیور (English: ‎/ˈmɑːrkɔːs/‎ , تاگالوگ:&nbsp;[ˈmaɾkɔs] متولد ۱۳ سپتامبر ۱۹۵۷، که معمولاً با نام بونْگْبونگ مارکوس (BBM) شناخته می‌شود، سیاستمدار فیلیپینی است که از سال ۲۰۱۰ تا ۲۰۱۶ به عنوان سناتور فعالیت کرده‌است. او دومین فرزند و تنها پسر رئیس‌جمهور، دیکتاتور سابق و دزدسالار فردیناند مارکوس سینیور و بانوی اول سابق، ایملدا رومالدز مارکوس است.
در سال ۱۹۸۰، مارکوس جونیور ۲۳ ساله معاون فرماندار ایلوکوس نورته شد و به عنوان حزب Kilusang Bagong Lipunan پدرش که در آن زمان بر فیلیپین با حکومت نظامی حکومت می‌کرد، بدون مخالف در انتخابات شرکت کرد. او سپس در سال ۱۹۸۳ فرماندار ایلوکوس نورته شد و تا زمانی که خانواده‌اش توسط انقلاب قدرت مردمی از قدرت برکنار شدند و در فوریه ۱۹۸۶ به هاوایی تبعید شدند، این سمت را در دست داشت. پس از مرگ پدرش در سال ۱۹۸۹، رئیس‌جمهور کرازون آکینو در نهایت به اعضای باقی مانده خانواده مارکوس اجازه داد تا برای مواجهه با اتهامات مختلف به فیلیپین بازگردند. او و مادرش در حال حاضر به دلیل سرپیچی از حکم دادگاه مبنی بر پرداخت ۳۵۳ میلیون دلار غرامت به قربانیان نقض حقوق بشر در دوران دیکتاتوری پدرش، در ایالات متحده و مناطق آن در معرض بازداشت هستند.
در سال ۲۰۲۱، مارکوس اعلام کرد که برای ریاست جمهوری فیلیپین در انتخابات آتی سال ۲۰۲۲، تحت حزب فدرال پیلیپینا (PFP) نامزد خواهد شد. کمپین او انتقادهایی را از سوی محققین راستی آزمایی و اطلاعات نادرست جلب کرده‌است، آنها معتقدند که کمپین او را انکار تاریخ با هدف احیای نام مارکوس و لکه دار کردن رقبای خود هدایت می‌کند. اردوگاه او همچنین متهم به سفیدنمایی نقض حقوق بشر و غارتی است که در دوران ریاست جمهوری پدرش رخ داد. واشینگتن پست اشاره کرده‌است که چگونه تحریف تاریخی مارکوزها از دهه ۲۰۰۰ در جریان بوده‌است، در حالی که نیویورک تایمز به محکومیت وی به تقلب مالیاتی، از جمله امتناع وی از پرداخت مالیات بر املاک خانواده اش، و ارائه نادرست از تحصیلاتش در دانشگاه آکسفورد اشاره کرد.

## در دوران رژیم مارکوس
مارکوس جونیور در سه سالگی در کانون توجه ملی قرار گرفت، و زمانی که پدرش برای اولین بار در سال ۱۹۶۵ برای ریاست جمهوری فیلیپین نامزد شد، زمانی که او هشت ساله بود، موشکافی او دقیق تر شد. در طول مبارزات انتخاباتی پدرش در سال ۱۹۶۵، بونگبونگ در فیلم Sampaguita Pictures Iginuhit ng Tadhana: The Ferdinand E. Marcos Story، یک فیلم زندگی‌نامه‌ای که گفته می‌شود به‌شدت بر اساس تصویر فردیناند مارکوس در رمان For Every Tear a Victory ساخته شده‌است، نقش خود را بازی کرد، مارکوس جوان در اواخر فیلم در حال سخنرانی به تصویر کشیده شد که در آن می‌گوید دوست دارد وقتی بزرگ شد یک سیاستمدار شود. گفته می‌شود روابط عمومی فیلم به مارکوس بزرگ کمک کرده در انتخابات ۱۹۶۵ فیلیپین پیروز شود.